# Agnietenkapel (Gouda)

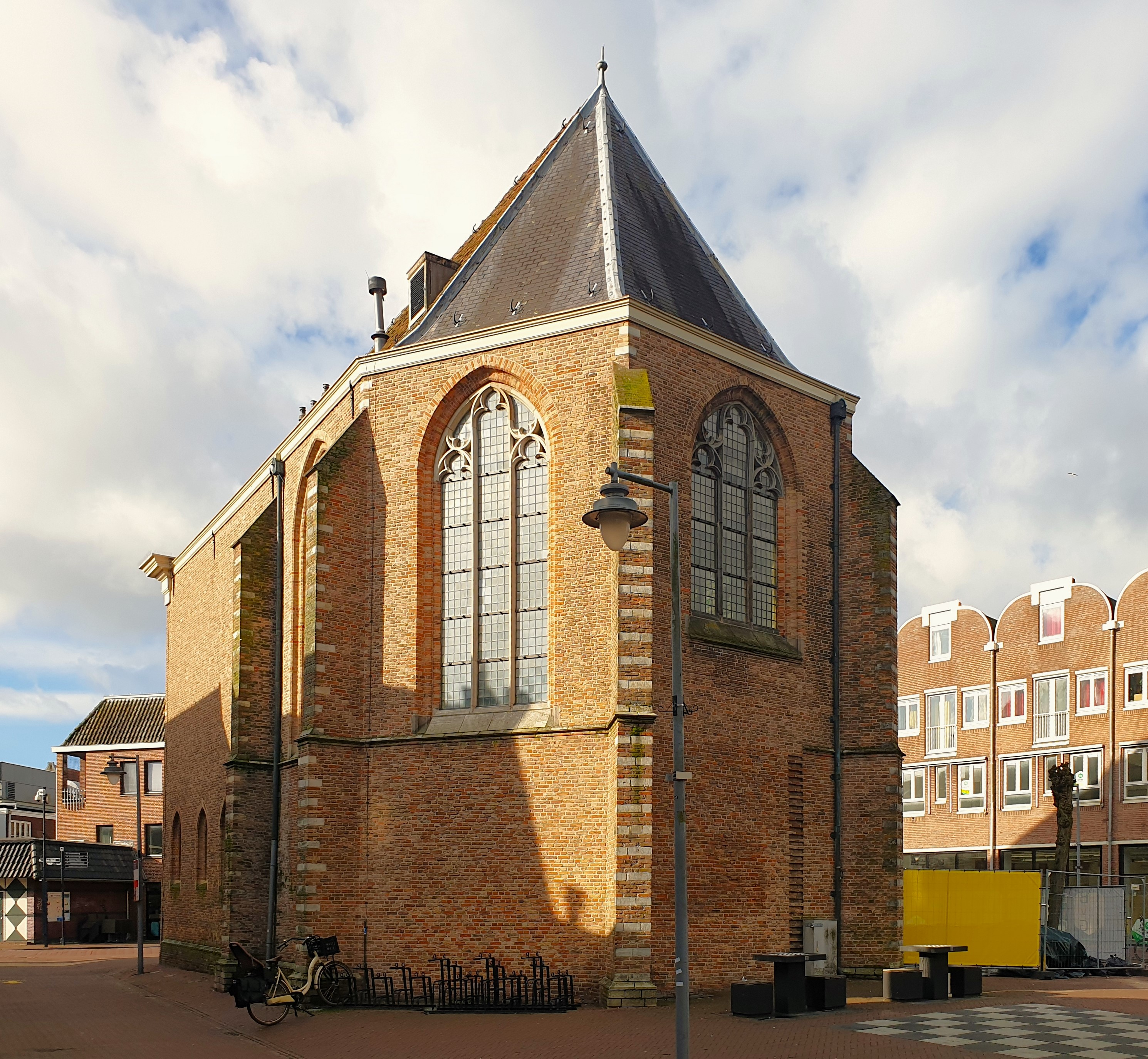
Gouda, Agnietenkapel

Die Agnietenkapel (deutsch Agnetenkapelle) ist eine profanierte Kapelle in Gouda (Provinz Südholland) in den Niederlanden. Das Bauwerk ist seit 1966 als Rijksmonument eingestuft und wird für kulturelle Zwecke genutzt.

## Geschichte
Der kleine spätgotische Saalbau mit dreiseitig geschlossenen Chor wurde für das um 1450 gestiftete Sint-Agnesklooster, einen Konvent von Augustinerinnen, errichtet. Von dem bereits wenige Jahrzehnte später im Zuge der Reformation untergegangenen Schwesternkloster ist nur die Kapelle erhalten. Sie diente nach Aufhebung des Konvents zunächst als Laternenfabrik und zwischen den Jahren 1650 und 1924 als Sitz einer Bank, für deren Zwecke Zwischengeschosse eingezogen worden waren. Diese wurden im Rahmen einer umfassenden Restaurierung 1971 bis 1975 wieder herausgebrochen, wobei auch die gotischen Spitzbogenfenster wiederhergestellt wurden. Nur bei den Chorfenstern waren Spuren des originalen Maßwerks erhalten. Über dem klassizistischen Eingangsportal, das im 17. Jahrhundert eingebaut wurde, befindet sich ein Stadtwappen im Stil des Louis-quatorze von 1756.